# سبايس (قنبلة)
قنبلة سبايس (بالإنجليزية: SPICE، وهي اختصار لعبارة Smart, Precise Impact, Cost-Effective) هي عدة توجيه قنابل إسرائيلية تحول القنابل غير الموجهة إلى ذخائر موجهة بدقة باستخدام نظام التموضع العالمي والمستشعرات الكهربصرية.
نظام التوجيه المستخدم مشتق من نظام مشابه يُستخدم على صاروخ جو-أرض من نوع بوباي أيه جي إم-142 هيف ناب. تصنع شركة رفائيل للنظم الدفاعية المتقدمة عائلة قنابل سبايس. وحققت مستوى التشغيل الابتدائي في القوات الجوية الإسرائيلية في 2003 في سرب لطائرات إف-16.
بدأت شركة لوكهيد مارتن إنتاجها في الولايات المتحدة في 2019 بعد اتفاق مع رفائيل.
استُخدمت قنبلة من هذا النوع في فصف إسرائيلي على مبنى في الضاحية الجنوبية ببيروت في أكتوبر 2024.

## المشغلون
- إسرائيل
- الهند[2]
- كوريا الجنوبية[2]
- كولومبيا[2]
- سنغافورة
- اليونان
- البرازيل